# Grosvenor Carriage Company
Die Grosvenor Carriage Company (kurz: Grosvenor) war ein britischer Hersteller von Automobilkarosserien, der in der Zwischenkriegszeit Sonderkarosserien für Großserienfahrgestelle baute. Das Unternehmen war eng mit dem Fahrzeughersteller Vauxhall verbunden, für den es seit den 1930er-Jahren ausschließlich arbeitete.

## Unternehmensgeschichte

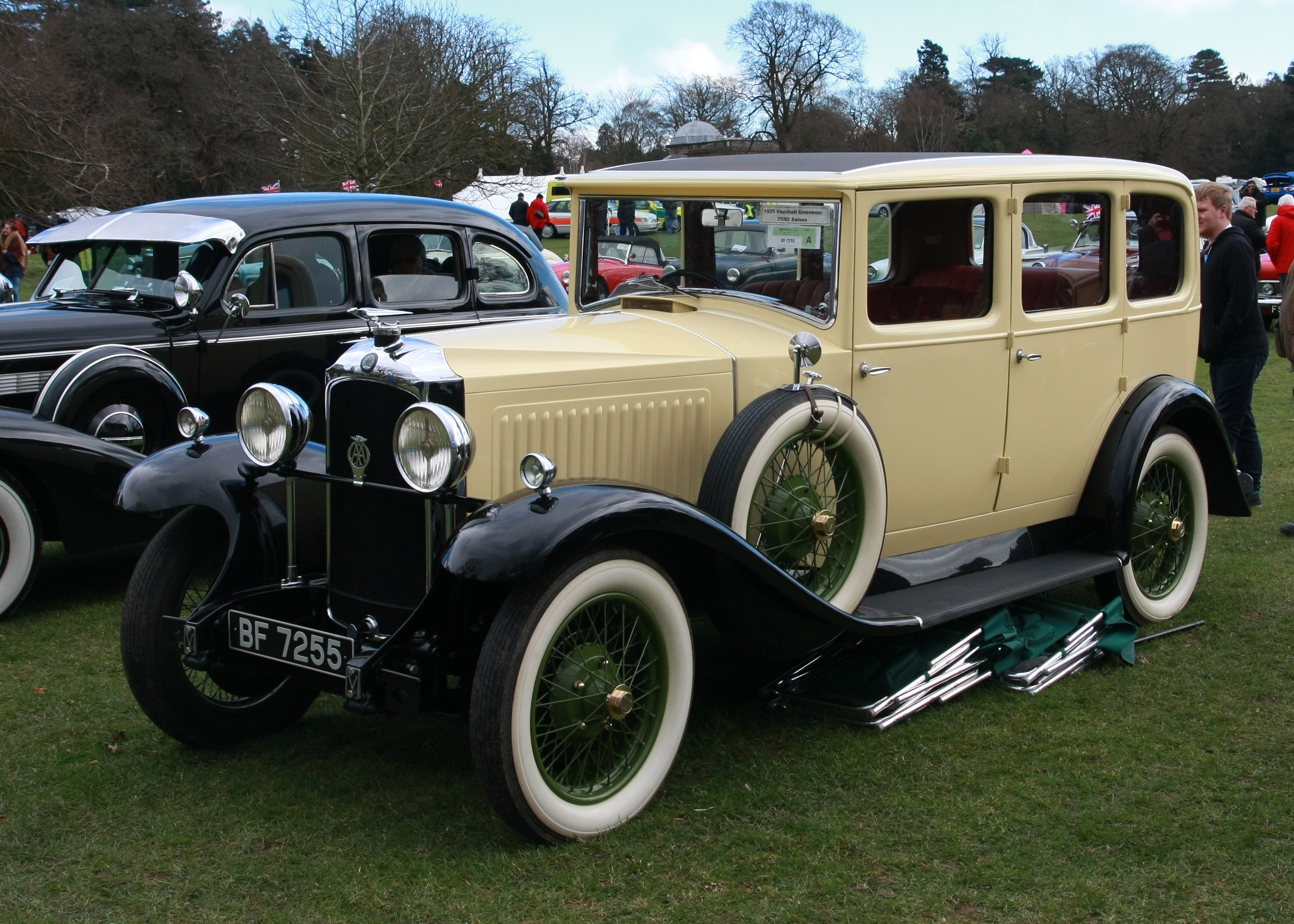
Vauxhall 20/60 mit Grosvenor-Aufbau (1929 oder 1930)

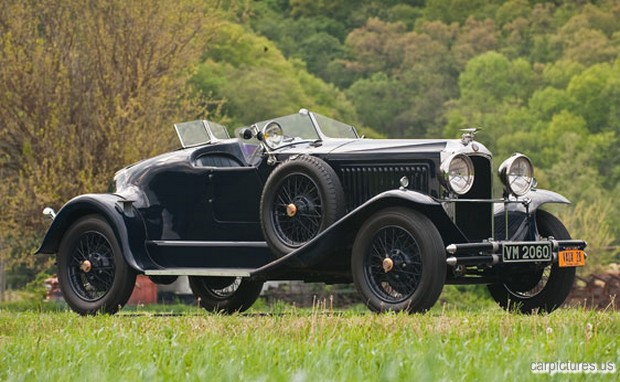
Vauxhall 20/60 Hurlingham Speedster (1928)

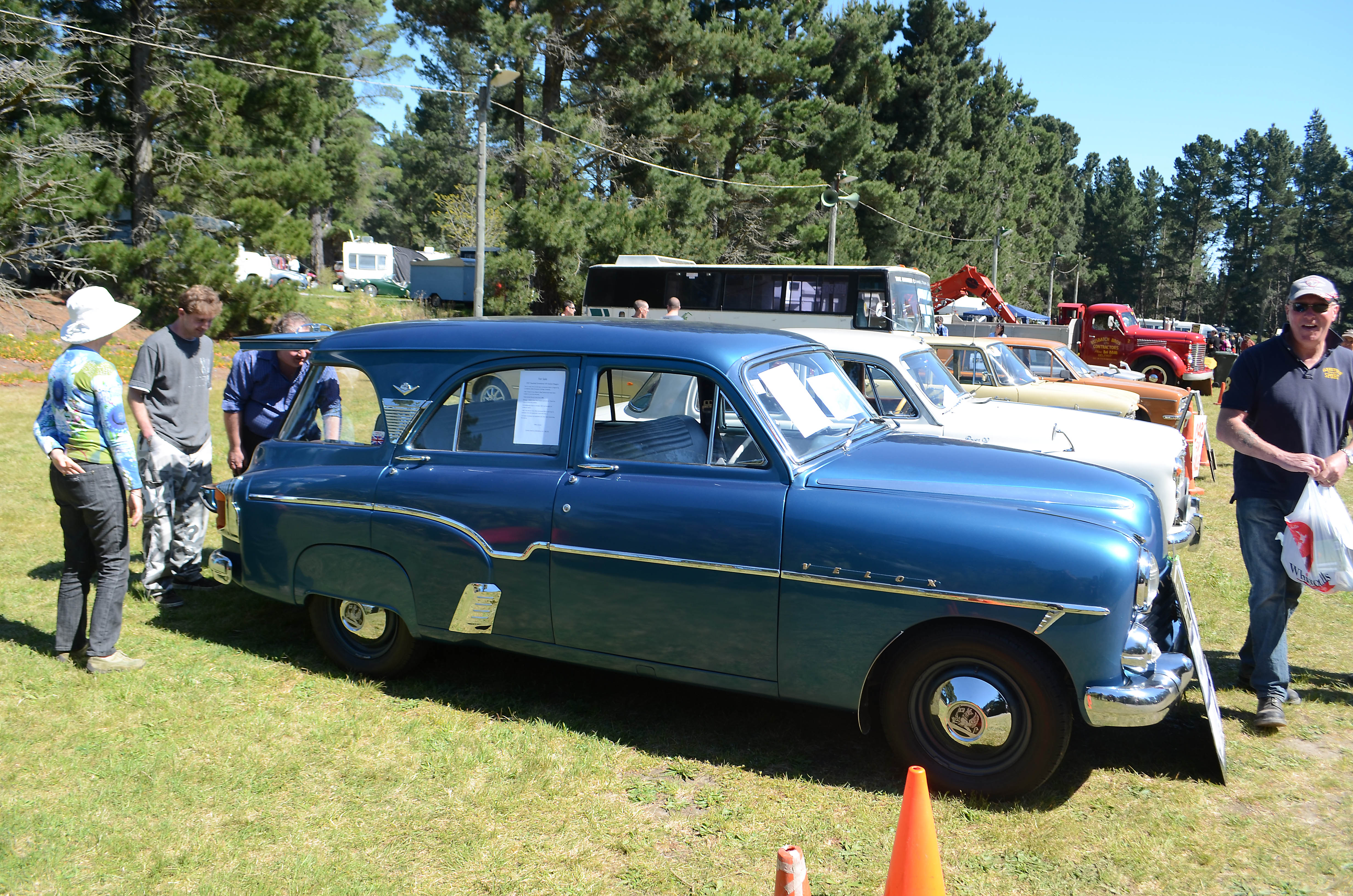
Vauxhall Velox Station Wagon (1956)

Die Grosvenor Carriage Company wurde 1910 gegründet. Der Betriebssitz lag im Londoner Stadtteil Kilburn. Zu einem nicht mehr genau feststellbaren Zeitpunkt übernahm Shaw & Kilburn, Londons größter Vauxhall-Händler, den Betrieb. Shaw & Kilburn bot wie seinerzeit üblich neben den serienmäßigen Fahrzeugen auch Varianten mit eigenständigen Karosserien an. Jedenfalls ab 1920 ließ Shaw & Kilburn diese Sonderkarosserien für die Vauxhall-Chassis durchgängig bei Grosvenor herstellen. Dementsprechend lag seit den 1920er-Jahren Grosvenors Schwerpunkt auf Karosserien für Vauxhall-Fahrgestelle. Bis 1932 lieferte das Unternehmen allerdings auch noch einzelne Aufbauten für Daimler und Lanchester.
1929 nahm Vauxhall einige Grosvenor-Karosserien als Ergänzung zu den regulären Aufbauten in das offizielle Werksprogramm auf. Grosvenors Karosserien hatten einen eigenständigen Stil, allerdings waren auch sie weitgehend standardisiert. Grosvenors Vauxhall-Programm umfasste unter anderem die Baureihen
- Hurlingham, anfänglich ein Speedster, ab 1934 ein Coupé mit festem Dach („Fixed Head Coupé“; ab 1934),
- Melton, ein zweisitziges Cabriolet,
- Kimberley, eine viertürige Limousine,
- Newmarket, eine viertürige Limousine und
- Westminster, eine große Repräsentationslimousine, alternativ ein Landaulet.

Die Baureihen entwickelten sich im Laufe der Jahre stilistisch weiter. Die Karosserien waren überwiegend für den großen Vauxhall 20/60 und für dessen Nachfolger Big Six bestimmt.
In den ersten Jahren nach dem Zweiten Weltkrieg trat Grosvenor zunächst nicht wieder in Erscheinung. Erst 1954 stellte das Unternehmen in einer Anzeige den Grosvenor Grafton vor, eine zum 12-Sitzer umgebaute Version des Nutzfahrzeugs Bedford CA, sowie ein Canopy Pickup auf gleicher Basis. In welchem Umfang diese Fahrzeuge tatsächlich bei Grosvenor realisiert wurden, ist unklar. 1956 zeigte das Unternehmen auf der Earls Court Motor Show noch eine Kombiversion des zeitgenössischen Vauxhall Velox. Sie blieb allerdings ein Einzelstück.
Etwa 1960 stellte Grosvenor den Betrieb ein.